# Nina Ditmajer
Nina Ditmajer (Maribor, 26. ožujka 1988.) slovenska istraživačica, književna povjeničarka.

## Životopis
Djetinstvo je provela u Slovenskoj Bistrici gdje je završila osnovnu i srednju školu. Na Filozofskom fakultetu Sveučilišta u Mariboru završila je studij slovenskog jezika i književnosti.s diplomskim radom Botanično izrazje pri Janezu Koprivniku (Botanički izrazi Janeza Koprivnika). Studij na Bogoslovskom Fakultetu Sveučilišta u Ljubljani završila je diplomskim radom Jezikovno-prevajalske značilnosti Javornikovih starozaveznih prevodov (1848–1854) (Jezično-prevoditeljske karakterističnosti Javornikova prijevoda iz Starog zavjeta 1848–1854). 
Od 2016. godine je nastavila svoje studije na doktoratu Slovenske akademije znanosti i umjetnosti. Tema doktorskog rada bila je pjesništvo u slovenskoj Štajerskoj u drugoj polovici 18. i prvoj polovici 19. stoljeća.
Godine 2019. doktorirala je na Filozofskom fakultetu u Mariboru doktorskim radom Sprejemanje vzhodnoštajerske knjižnojezikovne norme v rokopisnih pridigah Jožefa Muršca (Prihvaćenje istočno-štajerskog književnog jezika u rukopisnim propovjedima Jožefa Muršeca).

## Djela
Povijest slovenskog književnog jezika i istočno-štajerske slovenske književne inačice, slovensko propovjedništvo, povijest prijevoda Svetog pisma na slovenski, crkveno i svjetovno pjesništvo u slovenskoj Štajerskoj u drugoj polovici 18. i prvoj polovici 19. stoljeća te dijelom i povijest prekomurskog jezika.
U studijskim godinama je bila urednica nekojih literarnih revija u Mariboru i Ljubljani, nek Liter jezika (2010. – 2013.) ili Colloquia (2014. – 2016.). Danas je urednica revije Tretji dan.

## Vanjske poveznice
- Nina Ditmajer (ludliteratura.si)